# المزالوة
قرية المزالوة هي إحدى القرى التابعة لمركز سوهاج بمحافظة سوهاج في جمهورية مصر العربية. حسب إحصاءات سنة 2006، بلغ إجمالي السكان في المزالوة 6252 نسمة، منهم 3257 رجل و2995 امرأة.